# Bjørnafjorden
Bjørnafjorden es un fiordo en la provincia de Hordaland, Noruega. Recorre los municipios de Austevoll, Fusa, Os, y Tysnes.  La isla de Tysnesøya (y otras más pequeñas como Reksteren) se ubican en el lado sur del Bjørnafjorden, mientras que la península de Bergen y el territorio continental están en los lados norte y este.  El Fusafjorden (y el Samnangerfjorden que es una ramificación de este) se separa del Bjørnafjorden en el lado norte a la altura de Osøyro. Tiene un largo de 30 km y alcanza los 583 m de profundidad.